# Hàlia (nereida)
Hàlia (en grec antic Ἁλία o Ἁλίη) va ser, segons la mitologia grega, una de les cinquanta Nereides, filla de Nereu, un déu marí fill de Pontos, i de Doris, una nimfa filla d'Oceà i de Tetis. La mencionen Homer, Hesíode i Apol·lodor a les seves llistes de nereides. Segons Apol·lodor era la nereida de la salmorra.
Homer diu que va ser una de les trenta-dues nereides que van pujar des del fons de l'oceà per arribar a les platges de Troia i plorar, juntament amb Tetis, la futura mort d'Aquil·les